# أواني من ذهب
أواني من ذهب هو مسلسل كوري جنوبي من بطولة هان جي هاي، يون جونغ هون ولي تاي سونغ. عرض المسلسل على شبكة مؤسسة منهوا للإذاعة في الفترة من 6 أبريل حتى 22 سبتمبر 2013.

## روابط خارجية
أواني من ذهب على موقع IMDb (الإنجليزية)
- أواني من ذهب على موقع كينوبويسك (الروسية)
- أواني من ذهب على موقع قاعدة بيانات الفيلم (الإنجليزية)